# Renatus Weber
Renatus Weber (* 4. März 1908 in Annemasse, Hochsavoyen; † 29. März 1992 in Breitbrunn am Chiemsee) war ein deutscher Politiker der CDU und Mitglied der Hamburgischen Bürgerschaft.

## Leben
Renatus Weber studierte Rechtswissenschaften in Heidelberg, Denver (USA) und Hamburg. Er war Mitglied der Studentenverbindung Leonensia Heidelberg. An der Universität Hamburg war er Vorsitzender der DVP-Hochschulgruppe und promovierte 1934 mit der Arbeit „Die Entwicklung der Rechtsstellung der gemeinnötigen Betriebe in den Vereinigten Staaten von Amerika“.
1933 trat er der NSDAP bei. Von 1934 bis 1946 war Weber beim Landgericht Hamburg angestellt. Dort arbeitet er von 1937 bis 1946 als Staatsanwalt. Während dieser Zeit war er zudem von 1940 bis 1945 Soldat im Zweiten Weltkrieg und geriet bis 1946 in britische Kriegsgefangenschaft.
Von 1946 bis 1948 war er Richter beim Amtsgericht Hamburg und seit 1948 als Rechtsanwalt tätig. Er verteidigte in seiner Funktion als Anwalt dann deutsche Kriegsverbrecher vor britischen und belgischen Gerichten. Nach seiner politischen Arbeit in Hamburg und Bonn war er von 1967 bis 1983 erneut Rechtsanwalt in Hamburg.

## Politik
Weber war von 1949 bis zum 9. Februar 1955 und von 1957 bis 1959 Mitglied der Hamburgischen Bürgerschaft für die CDU, der er 1948 beigetreten war. In der dazwischenliegenden Zeit von 1953 bis 1957 war er Mitglied im Senat des Hamburger-Blocks unter Kurt Sieveking. Sein Senatorenposten war der des Bevollmächtigten der Freien und Hansestadt Hamburg bei der Bundesregierung in Bonn. Während der Zeit ab 1949 war er Mitglied des Verfassungsausschusses und an der Ausarbeitung der Hamburgischen Verfassung beteiligt.
Nach seinem Mandat in der Bürgerschaft wechselte er als Ministerialdirektor mit der Funktion des Amtschefs von 1959 bis 1967 in das Bundesministerium für Angelegenheiten des Bundesrates und der Länder, das damals nicht über einen Staatssekretär verfügte. Danach wurde er vermutlich in den einstweiligen Ruhestand versetzt.

## Ehrungen
- 1967: Großes Verdienstkreuz mit Stern der Bundesrepublik Deutschland

## Werk
- Bürgermeister a. D. Dr. Kurt Sieveking zum 70. Geburtstag am 21. Februar 1967, Verlag Wachholtz, Neumünster 1967.
- Hamburgische Reden im Bundesrat, Verlag Cram, de Gruyter & Co, Hamburg 1957.
- Die Verfassung der Freien und Hansestadt Hamburg, zusammen mit Wilhelm Drexelius,.Verlag de Gruyter, Berlin/New York 1953 (2. neubearbeitete Auflage 1972)
- Die Entwicklung der Rechtsstellung der gemeinnötigen Betriebe in den Vereinigten Staaten von Amerika, 1934, Zugleich Dissertation an der Universität Hamburg.